# Klaus Groth (Architekt)
Klaus Groth (* 1. Juli 1893 in Pinneberg; † 19. Februar 1979 ebenda) war ein deutscher Architekt. Nach seinen Entwürfen entstanden ca. 800 Gebäude im Kreis Pinneberg.

## Biografie
Groth machte eine Zimmermanns-Lehre und studierte an der Baugewerkschule Hamburg. Ab 1913 besuchte er die Technische Hochschule Darmstadt, wurde dann aber im Ersten Weltkrieg als Soldat eingezogen und konnte erst 1917 sein Studium fortsetzen. Später kehrte er nach Pinneberg zurück und begann in den 1920er Jahren seine berufliche Tätigkeit. Im Laufe seines Berufslebens entstanden im Kreis Pinneberg nach seinen Plänen Ein- und Mehrfamilienhäuser, Geschäftshäuser, Verwaltungsgebäude, Jugendherbergen, eine Schwimmhalle, Schulen und Kirchen.
Groth war seit 1920 Mitglied im Bund Deutscher Architekten.

## Baustile
In Groths Bauwerken spiegeln sich die wechselnden Architekturströmungen von den 1920er Jahren bis in die Zeit des Wiederaufbaus nach dem Zweiten Weltkrieg wider. Viele seiner frühen Entwürfe sind von der Heimatschutzarchitektur beeinflusst, ab Mitte der 1920er Jahre finden sich zunehmend Formen des Neuen Bauens, wie sie führend am Bauhaus in Dessau entwickelt wurden. Im Wohnhaus mit Arztpraxis in Elmshorn von 1930/1931 ist dieser Stil in der reinsten Form verwirklicht.
Während des Nationalsozialismus wendet sich Groth wieder der Heimatschutzarchitektur zu. Im Zweiten Weltkrieg und unmittelbar danach befasst er sich mit dem Wiederaufbau zerstörter Gebäude.

## Von Klaus Groth entworfene Gebäude
| Bauwerk                     | Standort                                | Beschreibung | Baujahr | Bild |
| --------------------------- | --------------------------------------- | --- | ------- | ---- |
| Wohnhaus                    | Pinneberg, Schillerstraße 12            | Eingeschossiges, giebelständiges Backsteinhaus mit Satteldach, Ziermauerwerk | 1919    |      |
| Gut Eichenhof               | Pinneberg, Rellinger Str.37-39          | Herrenhaus mit Portikus in Kolossalordnung, zwei parallele Wirtschaftsgebäude. Bauherr war der Hamburger Reeder Spethmann. Heute Seniorenheim.                                       | 1921    |      |
| Haus Groth                  | Pinneberg, Bismarckstr. 10              | Wohnhaus von Klaus Groth Einzelhaus mit Krüppelwalmdach, 1934 erweitert Nicht erhalten                                                                                               | 1922    |      |
| Schule Friedrichsgabe       | Friedrichsgabe, Pestalozzi-Str. 5       | Zweigeschossiger Bau mit Walmdach und seitlichen Anbauten, Eingangsportal mit Ziergiebel                                                                                             | 1924    |      |
| Jugendherberge              | Büsum                                   | | 1924    |      |
| Villa Wupperman             | Pinneberg, Fahltskamp 34 a              | Eingeschossiger Backsteinbau mit Mansardwalmdach Remise später zum Wohnraum umgebaut Bauherr: Dr. Herman Wupperman                                                                   | 1925    |      |
| Wohnhäuser Haidkamp         | Pinneberg, Haidkamp 18 - 32             | Gebäudegruppe im Stil der Gartenstadtarchitektur Zwei Doppelhäuser und ein Vierfamilienhaus, ursprünglich Wohnungen für Kreisbeamte                                                  | 1926    |      |
| Schule Borstel-Hohenraden   | Borstel-Hohenraden, Quickborner Str. 99 | Zweigeschossiger Backsteinbau mit Walmdach Übergiebelte Mittelgaube mit Uhr | 1927    |      |
| Haus Boyksen                | Pinneberg, Bismarckstr. 12              | | 1928    |      |
| Dany-Villa                  | Uetersen, Großer Sand 95                | Zweigeschossiger Backsteinbau mit Walmdach Natursteinsockel, zwei flache Ausluchten                                                                                                  | 1928    |      |
| AOK-Gebäude mit Schwimmbad  | Uetersen, Kleiner Sand 51-53            | Klinkerbau mit Bauhauselementen Ursprünglich Verwaltung der Ortskrankenkasse mit erstem Schwimmbad im Kreis Erster größerer Bau von Groth                                            | 1928    |      |
| Bauernmühle am Pinnauhafen  | Uetersen                                | Sechsgeschossiger Klinkerbau mit Bauhauselementen Gründung auf Eisenbetonpfählen Bauherr: Schleswig-Holsteinischer Bauernverein                                                      | 1928    |      |
| Kreiskrankenhaus Pinneberg  | Pinneberg, Fahltskamp 74                | Fünfgeschossiger Bau mit Flachdach, Südfassade mit durchgehenden Balkonbändern Durch zahlreiche Umbauten ist der Ursprungszustand nicht mehr zu erkennen.                            | 1931    |      |
| Wohnhaus Niendorf           | Pinneberg, Oeltingsallee 9              | Zweigeschossiger Klinkerbau mit flachgeneigtem Dach Ziermauerwerk, ungewöhnlich schmaler Grundriss Bauherr: Landrat Niendorf                                                         | 1931    |      |
| Wohnung mit Praxis,         | Elmshorn, Bauerweg 24                   | Erstmals in der Region: Wohnhaus in reinem Bauhaus-Stil in kubischen Formen mit Flachdach Bauherr: Arzt Dr. Ritschel                                                                 | 1931    |      |
| Jugendherberge Langbehnhaus | Genner (DK), Haderslevvej 484           | | 1931    |      |
| Löwen-Apotheke              | Uetersen, Großer Wulfhagen 50           | Schlichter Klinkerbau mit Apotheke im Erdgeschoss, nicht mehr ursprünglich erhalten                                                                                                  | 1932    |      |
| Wohnhaus Lindfeld           | Pinneberg, Jägerkamp                    | Traufenständiges Einzelhaus mit Seiteneingang Krüppelwalmdach mit Fledermausgaube | 1932    |      |
| Haus Lüdemann               | Halstenbek                              | | 1932    |      |
| Schule Pinneberg-Waldenau   | Pinneberg Nieland 1                     | Haupthaus: Schlichter Bau mit Satteldach, zwei Geschossen und Dachgeschoss mit Gaube Turnhalle ebenfalls mit Satteldach                                                              | 1934    |      |
| Wohnhaus                    | Pinneberg, Großer Reitweg 16            | Eingeschossiger, traufständiger Backsteinbau, zeittypische Heimatschutzformen, steiles Satteldach                                                                                    | 1935    |      |
| Schule                      | Börnhöved                               | | 1939    |      |
| Friedhofskapelle            | Pinneberg, Hogenkamp 34                 | Innenraum und eine durch Säulen gestützte, offene Vorhalle unter einem reetgedeckten Walmdach, Innenraum beidseitig belichtet                                                        | 1948/56 |      |
| Lutherkirche                | Pinneberg, Kirchhofsweg 53              | Eisenbetonskelettbau mit Backsteinausfachungen, freistehender Campanile | 1954    |      |
| Schule Rellingen-Krupunder  | Rellingen, Heidestr. 84                 | Haupthaus: zweigeschossiger Backsteinbau mit Satteldach, Dachgeschoss mit Gauben Zur Straße zeigende Fassade mit Arkadengang Anbau: quer zum Haupthaus, eingeschossig mit Satteldach | 1955    |      |
| Kreuzkirche Waldenau        | Pinneberg                               | Kleine Kirche mit freistehendem Glockenturm. Zusammenarbeit mit Architekt Hans-Joachim Meier                                                                                         | 1962    |      |

## Umbauten unter Leitung von Klaus Groth
| Umbau                                        | Standort                   | Beschreibung | Baujahr | Bild |
| -------------------------------------------- | -------------------------- | --- | ------- | ---- |
| Umbau des alten Krankenhauses zum Kreishaus  | Pinneberg, Moltkestraße 10 | Zweigeschossiger Klinkerbau mit Satteldach, monumentaler Portikus mit Säulenstellung, figürliche Kunstkeramik von Ludolf Albrecht                  | 1932    |      |
| Umbau des alten Rathauses zur Kreissparkasse | Pinneberg, Dingstätte 27   | Zweigeschossiges Backsteingebäude mit Walmdach Ursprungsbau vor 1884, Anbau 1903, 1934 für die Kreissparkasse von Klaus Groth einheitlich umgebaut | 1934    |      |